# Marija Šerienė
Marija Šerienė (* 25. Juni 1955 in Šilai, Rajongemeinde Panevėžys) ist eine litauische Politikerin.

## Leben
Nach dem Abitur 1973 an der Mittelschule Raguva absolvierte sie 1977 das Studium der Buchhaltung an der Lietuvos žemės ūkio akademija.
Von 1977 bis 1979 arbeitete sie im Verband „Žemūktechnika“ in Pasvalys und danach als leitende Buchhalterin im Kolchos. Von 1995 bis 1996 war sie Bürgermeisterin der Rajongemeinde Pakruojis, von 1996 bis 2000 Mitglied im Seimas.
Ab 1992 war sie Mitglied von Lietuvos krikščionių demokratų partija (LKDP), von 1998 bis 2003 der Moderniųjų krikščionių demokratų sąjunga.
Šerienė ist verheiratet. Ihr Mann Anicetas ist Tierarzt. Beide haben die Söhne Povilas und Viktoras.

## Quelle
- Seimas-Info

| Personendaten    | Personendaten                  |
| ---------------- | ------------------------------ |
| NAME             | Šerienė, Marija                |
| KURZBESCHREIBUNG | litauische Politikerin         |
| GEBURTSDATUM     | 25. Juni 1955                  |
| GEBURTSORT       | Šilai, Rajongemeinde Panevėžys |